# 三村晃功
三村晃功（みむら てるのり、1940年9月- ）は、日本の国文学者、京都光華女子大学名誉教授。専攻・日本中世文学 （室町時代の和歌）。
岡山県高梁市生まれ。1963年岡山大学法文学部文学科卒。1965年大阪大学大学院文学研究科修士課程修了。1994年「中世類題集の研究」で阪大文学博士。花園大学助教授、京都光華女子大学教授、学長、2011年退任、名誉教授。2016年春、瑞宝中綬章受章。

## 著書
- 『中世私撰集の研究』和泉書院　1985
- 『中世類題集の研究』和泉書院　1994
- 『風呂で読む西行』世界思想社　1995
- 『中世隠遁歌人の文学研究 和歌と随筆の世界』和泉書院　2004
- 『近世類題集の研究 和歌曼陀羅の世界』青簡舎　2009
- 『古典和歌の世界 歌題と例歌(証歌)鑑賞』2010　新典社選書
- 『古典和歌の文学空間 歌題と例歌〈証歌〉からの鳥瞰(スコープ)』2012　新典社選書 ISBN 978-4787968036
- 『古典和歌の時空間 「由緒ある歌」をめぐって』新典社選書 2013
- 『続・古典和歌の時空間 (長流と契沖の「由緒ある歌」の展望)』新典社選書 2014
- 『古典和歌の詠み方読本 有賀長伯編著『和歌八重垣』の文学空間』新典社選書 2014
- 『類題和歌集と公宴御会和歌の研究』清文堂出版株式会社 2022

### 編著
- 『明題和歌全集』福武書店　1976
- 『明題和歌全集全句索引』福武書店　1976
- 『六花集註 蓬左文庫本』古典文庫 1977
- 藤原為季『為季集 松平文庫本』古典文庫　1979
- 姉小路済継『済継集 松平文庫本』古典文庫1982
- 『伯母集』森本元子共編　古典文庫　1983
- 『中世百首歌 3』井上宗雄共編　古典文庫　1984
- 藤原顕季『顕季集 中世私撰集』古典文庫　1986
- 『摘題和歌集』古典文庫　1991
- 『続五明題和歌集』編著　和泉書院　1992
- 『女と愛と文学 日本文学の中の女性像』小泉道共編　世界思想社　1993
- 『明題拾要鈔』古典文庫　1997

## 参考
- J-GLOBAL: